# Petar Iljič Čajkovski
Petar Iljič Čajkovski (ruski: Пётр Ильич Чайковский, Votkinsk, 7. svibnja 1840. – Petrograd, 6. studenoga 1893.) bio je ruski skladatelj i jedan od najvećih skladatelja romantizma. Čajkovski potječe iz ugledne kozačke obitelji roda Čajka s miješanim ukrajinskim, ruskim, francuskim i austrijskim podrijetlom. Pojavio se u ruskoj carskoj glazbi istodobno sa skladateljima Novoruske škole, tzv. skupinom Petorice, a njihovo se stvaralaštvo međusobno dopunjuje. Po svom glazbenom izrazu je kasni romantičar, a prožima svoja djela ruskim duhom u melodiji i sadržaju svojih opera.
Studirao je na petrogradskom Konzervatoriju, a predavao je harmoniju na Konzervatoriju u Moskvi i pisao glazbene kritike. Materijalnu neovisnost i boravak u inozemstvu omogućila mu je Nadežda von Meck, koja ga je uzdržavala, a njihovo dopisivanje važan je izvor podataka o stvaralačkom radu i estetskim pogledima Čajkovskoga. Nastupao je kao dirigent vlastitih djela po cijelom Ruskom Carstvu, Europi i SAD-u.

## Životopis

### Obitelj i ranije razdoblje (1840. – 1861.)
Petar Iljič Čajkovski bio je drugi sin inženjera rudarstva Petra Fedoroviča Čajkovskog iz Poltavske oblasti u središnjoj Ukrajini i njegove druge supruge Aleksandre Andrejevne, unuke francuskog imigranta imenom Michel d'Assier. Premda glazbeno usmjerenje obitelji nije bilo jako izraženo, Čajkovski je na svoj zahtjev s četiri godine dobio satove glasovira.
Prva glazba koja je utjecala na njega došla je iz mehaničkog glasovira koji je njegov otac donio iz Sankt Peterburga - Petar, star nepunih pet godina, bio je oduševljen. Kada je njegova majka pustila Petra prvi put svirati na glasoviru, mogao je ponovno odsvirati komad koji je čuo. Obitelj je bila izvan sebe zbog njegovog talenta, tolikog da je Petar svirao ponekad bolje nego njegova učiteljica glasovira.

Budući da su roditelji planirali za svoga sina karijeru u vladinoj službi, Čajkovski je pohađao pravnu školu u Sankt Peterburgu od 1850. do 1859. godine, kada je diplomirao, a zatim je radio u Ministarstvu pravosuđa. Satove glasovira uzimao je kod pijanista Rudolfa Kündingera koji je emigrirao u Rusiju. Rudolf Kündinger zapisao je o Čajkovskom: 
Kündinger je imao pravo: Čajkovski nije bio pijanist kojem bi bilo dovoljno osam godina satova glasovira, kao djetetu i kao studentu glazbe.
Pretpostavlja se da je na Čajkovskog imao utjecaj talijanski učitelj pjevanja Piccioli. Piccioli Bachu i Mozartu nije uopće posvećivao pozornost, ali je talijansku operu savršeno znao i zaposlio je Čajkovskog na objavljivanju svog prvog djela, kanconeta pod nazivom Mezza Notte.

### 1861. – 1871.
Godine 1862. Čajkovski ulazi na novootvoreni konzervatorij Antona Rubinsteina u Sankt Peterburgu. Dana 16. prosinca 1862. godine premjestio se na konzevatorij u Moskvi i preselio se kod brata Antona Rubinsteina, Nikolaja Rubinsteina.[nedostaje izvor]
U Moskvi su nastala njegova prva uspješna djela, među njima i uvertira Romeo i Julija te opere Wojevoda i Opričnik. U Wojevodi je iskoristio tipičnu rusku glazbu i "citirao" ruske narodne pjesme. Svoju operu Undine je spalio, jer su je odbili praizvesti; ali je kasnije ubacio dijelove iz "Undina" u operu "Opričnik". Brojna svjedočanstva dokazuju da postaje sve više depresivan i neurotičan. Njegova čuvana tajna homoseksualnosti bila je duševna poteškoća za njega. Ipak, 1868. godine skoro je došlo do zaokreta u njegovu životu, kada je upoznao pjevačicu Désirée Artôti želio se vjenčati s njom. Od toga nije bilo ništa, jer su Čajkovskijevi prijatelji i Désiréina majka umiješali u njihovu vezu. Godine 1869. Désirée udala se za jednog španjolskog baritona.

### 1874. – 1877.
Njegovo najvažnije djelo koje je napisao u Moskvi je Koncert za klavir i orkestar br. 1 u b-molu op. 23. Čajkovski ga je skladao 1874. godine i ubrzo je svojem prijatelju Nikolaju Rubinsteinu odsvirao na glasoviru, kojem je trebalo ovo djelo biti posvećeno. Rubinsteinova udarna reakcija je bila toliko trajna, da ga je tri godine poslije opisao u pismu svojoj zaštitnici Nadeždi von Meck: 
Rubinstein je dao prijedlog da se koncert potpuno obradi. Čajkovski nije promijenio niti jednu notu, nego je partitura poslana poštom pijanisti i dirigentu Hans von Bülowu. On nije imao prigovora na rad, dapače, pa je 1875. godine Hans von Bülow premijerno izveo Prvi glasovirski koncert. Izveo ga je u Bostonu za vrijeme turneje po SAD-u. Kasnije se zalagao i kao pijanist i kao dirigent za ostala djela Čajkovskog. Kasnije su i Čajkovski i Rubinstein popustili u svojim stavovima, te je skladatelj dva puta prepravljao koncert a treće izdanje postalo je "standardno".

Za to vrijeme nastale su njegove prve tri simfonije, osim toga i glazba za "Snjeguljicu" i balet Labuđe jezero koji je 1877. godine praizveden. U svoje slobodno vrijeme Čajkovski je posjećivao mnoge europske gradove, među njima Napulj i Pariz. Jedan posjet na premijeri "Prstena Nibelunga" Richarda Wagnera u Bayreuthu izazvalo je njegovo veliko nezadovoljstvo. Napisao je bratu Modestu: 
Tek je u Bayreuthu Čajkovski postao svjestan, da je kao skladatelj prešao ruske granice.

### Krizna 1877. godina
U 1877. godini bila je najteža unutarnja kriza skladatelja. Početkom 1877. godine prvi puta susreo se s Nadeždom von Meck (1831. – 1894.), koja je bila udovica emigranta u Rusiji Karla von Mecka koji je umro 1876. godine. Ona je pokazala veliki umjetnički smisao i kasnije je Claudea Debussya financijski podržavala na neko vrijeme. Nadežda von Meck i Čajkovski su stvorili prijateljstvo kroz pisma.
On je dobivao godišnju mirovinu od Nadežde von Meck u iznosu od 6000 rubalja, što ga je učinilo neovisnijim. Tako si je mogao priuštiti poništenje imenovanja položaja ruskog izaslanika na Svjetskoj izložbi 1878. godine u Parizu.

### Posljednje godine
Posljednjih svojih godina skladao je svoje najpoznatije opere. Od 1879. godine skladao je: Djevicu Orleansku, Mazeppu te "Jevgenija Onjegina". Među ostalim svojim poznatim djelima spadaju Capriccio Italija, "Koncert za klavir i orkestar br. 2 u G-duru op. 44", "Koncertna fantazija za klavir i orkestar" i "Manfred simfonija".
Ponovni financijski uspon započeo mu je 1884., a 1887. godine Čajkovski je otkrio svoj talent kao dirigent. Slijedile su koncertne turneje po cijeloj Europi, među njima u Berlinu, Pragu i Londonu, a kasnije i u Dresdenu, Kölnu i Frankfurtu na Majni. Godine 1891. bila je koncertna turneja i u New Yorku, Philadelphiji i Baltimoru. Od 1888. godine nastala su njegova posljednja poznata djela: balet Trnoružica, Pikova dama, "V. simfonija u e-molu op. 64" i balet "Orašar", a Shakespearov Hamlet bio je nadahnuće za njegova dva djela: uvertira-fantazija Hamlet, op. 67 i scensku glazbu za predstavu, op. 67a.
U godini svoje smrti skladao je nedovršeni "Koncert za klavir i orkestar u Es-duru" i "VI. simfoniju u h-molu "Patetičnu" op. 72", koju je sam dirigirao na praizvedbi 28. listopada.

### Iznenadna smrt
Čajkovski je iznenada umro 6. studenoga 1893. godine u dobi od 53 godine u St. Petersburgu, a nekoliko dana prije dirigirao je "Patetičnu simfoniju". Uzroci smrti do danas nisu razjašnjeni. Prema navodima njegovog brata Modesta, Čajkovski se zarazio kolerom koja je harala St. Petersburgom.
Igor Stravinski bio je kao dječak na praizvedbi "Patetične simfonije" i mnogo godina poslije izjavio: 

### Najpoznatija djela
Među njegovim najpoznatijim djelima su: "Pikova dama", "Jevgenije Onjegin", "Mazeppa", "Djevica Orleanska", "Labuđe jezero", "Orašar", "Koncert za klavir i orkestar br.1", "Koncert za violinu i orkestar", "IV. simfonija", "VI. simfonija "Patetična" i "Uvertira 1812".

## Djela
- Opere:
  - Wojevoda
  - Opričnik - opera u 4 čina prema Lashetschnikowu, libreto: P. I. Čajkovski (1870. – 1872.), praizvedba: 1874. u St. Peterburgu
  - Vakula - opera u 3 čina prema Gogolu, libreto: J. P. Polonski (1874.), praizvedba: 1887. u Moskvi
  - Jevgenij Onjegin - opera u 3 čina prema Puškinu, libreto: P. I. Čajkovski i K. S. Schilowski (1887./1888.), praizvedba: 1879. u Moskvi
  - Djevica Orleanska - opera u 4 čina prema Schilleru, libreto: P. I. Čajkovski (1878./1879.), praizvedba: 1881. u St. Peterburgu
  - Mazeppa - opera u 3 čina prema Puškinu, libreto: W. P. Burenin (1881. – 1883.), praizveba: 1884. u Moskvi
  - Čarodejka - opera u 4 čina prema Schpashinskom, libreto: I. W. Schpashinski (1885. – 1887.), praizveba: 1887. u Moskvi
  - Pikova dama - opera u 3 čina prema Puškinu, libreto: Modest i P. I. Čajkovski (1890.), praizvedba: 1890. u St. Peterburgu
  - Jolanta - opera u 1 činu prema Hertzu, libreto: Modest Čajkovski (1891.), praizvedba: 1892. u St. Peterburgu
- Baleti:
  - Labuđe jezero - balet u 4 čina (1875./1876.), praizvedba: 1877. u Moskvi
  - Trnoružica - balet u 3 čina prema Perraultu, libreto: I. A. Wsewoloschski, praizvedba: 1890. u St. Peterburgu
  - Orašar - balet u 2 čina prema Hoffmanu, libreto: I. A. Wsewoloschski, praizvedba: 1892. u St. Peterburgu
- Scenska glazba:
  - Lažni Dmitri i Wassili Schuiski - od Ostrowskog (1867.)
  - Seviljski brijač - od Beaumarchaisa (1872.)
  - Snježna pahiljica - od Ostrowskog (1843.)
  - Wojewoda - od Ostrowskog (1886.)
  - Hamlet (1891.)

### Orkestralna djela
- Simfonije:
  - I. simfonija u g-molu "Zimska" op. 13 (1886.)
  - II. simfonija u c-molu "Mala Ruska" op. 17 (1872.)
  - III. simfonija u D-duru "Poljska" op. 29 (1875.)
  - IV. simfonija u f-molu op. 36 (1877.)
  - Simfonija "Manfred" u h-molu op. 58 (1886.)
  - V. simfonija u e-molu op. 64 (1888.)
  - VI. simfonija u h-molu "Patetična" op. 74 (1893.)

Ostala orkestralna dijela
- Allegro vivo u E-Duru – za mali orkestar (1863./1864.)
- Allegro ma non tanto u G-Duru – za gudački orkestar (1863./1864.)
- Andante ma non troppo/Allegro moderato u A-Duru – za mali orkestar (1863./1864.)
- Agitatio/Allegro u c-molu – za mali orkestar (1863./1864.)
- Koncertna uvertira u c-molu(1865./1866.)
- Uvertira u F-Duru– (1865.) za mali, (1866.) za veliki orkestar
- Danska uvertira u D-Duru op. 15 - prema danskoj himni (1866)
- Oluja u e-molu op. objavljen 76 – uvetira za Ostrowskijevu dramu (1866./1867.)
- Fatum u g-molu op. objavljen 77 – Simfonijska pjesma (1868.)
- Romeo i Julija– uvertirska fantazija prema Shakespearu (1869.; prerađeno 1870. i 1880.)
- Oluja u f-molu op.18 – fantazija prema Shakespeareu (1873.)
- Suita iz baleta „Labuđe jezero“ op.20 (1876.)
- Slavenski marš u b-molu op.31 (1876.)
- Francesca da Rimini u e-molu op.32 - fantazija prema Alighieriju (1876./1877.)
- Suita br.1 u d-molu op.43 (1878./1879.)
- Capriccio Italija op.45 (1880.)
- Serenada C-duru op.48 – za gudački orkestar (1880.)
- Uvertira 1812 op.49 - 1880 za finale glasovirski solo
- Suita br.2 u C-duru „Suite charactéristique“ op.53 (1883.)
- Suita br.3 u G-duru op.55 (1884.)
- Krunidbeni marš u D-duru (1883.)
- Elegija za I. W. Ssamarin u G-duru (1884.)
- Marš u D-duru (1885.)
- Suita br.4 u G-duru „Mozartiana“ op.61 (1887.)
- Hamlet u f-molu op.67 – uvertirska fantazija prema Shakespeareu (1888.)
- Wojewoda u a-molu op. objavljen 78 – Simfonijska pjesma (1891.)
- Suita iz baleta „Orašar“ op.71a (1892.)

Djela za soloinstrument i orkestar
- Mali koncert u D-duru – za dvije flaute i gudački orkestar (1863./1864.)
- Koncert za glasovir i orkestar br.1 u b-molu op.23  (1874./1875.)
- Melankonična serenada u h-molu op.26 – za violinu i orkestar (1875.)
- Rokoko-varijacije u A-duru op.33 – za violončelo i orkestar (1876./1877.)
- Valcer-Scherzo u C-duru op.34 – za violinu i orkestar (1878.)
- Koncert za violinu i orkestar u D-duru op.35 (1878.)
- Koncert za glasovir i orkestar br.2 u G-duru op.44 (1879./1880.; revidirano 1893.)
- Koncertna fantazija u G-duru op.56 – za glasovir i orkestar (1884.)
- Pezzo capriccioso u h-molu op.62 – za violončelo i orkestar (1887.)
- Koncert za glasovir i orkestar br.3 u Es-duru op. posmrtno (1893.), 1. stavak potpun, 2. i 3. stavak samo u izvornom izvatku za dva glasovira, posmrtno objavljen kao:
  - Allegro Brillante op.75 – za glasovir i orkestar (1893.), objavio i uredio Sergei Iwanowitsch Tanejew
  - Andante i Finale op.79 – za glasovir i orkestar (1893.), instrumentirao Sergei Iwanowitsch Tanejew

### Komorna djela
- Adagio u F-duru – za puhački oktet (1863./1864.)
- Allegro u c-molu – za glasovirski sekstet (1863./1864.)
- Adagio molto u Es-duru – za gudački kvartet i harfu (1863./1864.)
- Allegro vivace u B-duru – za gudački kvartet (1863./1864.)
- Andante molto u G-duru – za gudački kvartet (1863./1864.)
- Andante ma non troppo u e-molu – za gudački kvartet (1863./1864.)
- Allegretto u E-duru – za gudački kvartet (1863./1864.)
- Adagio u C-duru – za puhački kvartet (1863./1864.)
- Allegretto u D-duru – za gudački trio (1863./1864.)
- Gudački kvartet u B-duru – u jednom stavku (1865.)
- Gudački kvartet br.1 u D-duru op.11 (1871.)
- Serenada u D-duru za imendan Nikolaja Rubinsteinya – za flautu, 2 klarineta, rog, fagot i gudački kvartet (1872.)
- Gudački kvartet br.2 u F-duru op.22 (1874.)
- Gudački kvartet br.3 u es-molu op.30 (1876.)
- Tri komada op.42 „Souvenir d’un lieu cher“ – za violinu i glasovir (1878.; orkestrirao Alexander Glazunov)
- Glasovirski trio u a-molu op.50 „A la mèmoire d’un grand artiste“ (1881./1882.)
- Sekstet u d-molu op.70 „Souvenir de Florence“ – gudački sekstet (1890.; revidirano 1891./1892.)

### Glasovirska djela

#### Glasovir dvoručno
- Tema i varijacije u a-molu (1863./1864.)
- Sonata u cis-molu op. posth.80 (1865.)
- Dva komada op.1 (1863. – 1867.)
- Souvenir de Hapsal op.2 (1867.)
- Valse-Caprice u D-duru op.4 (1868.)
- Romanza u f-molu op.5 (1868.)
- Valse-Scherzo u A-duru op.7 (1870.)
- Capriccio u Ges-duru op.8 (1870.)
- Dva komada op.9 (1870.)
- Dva komada op.10 (1871.)
- Šest komada op.19 (1873.)
- Šest komada na temu op.21 (1873.)
- Godišnja doba op.37a – 12 karakterističnih komada (1875./1876.; orkestrirao Alexandar Gauk; i kao op.37b ili op.37b)
- Marš „Samovoljna flauta“ u C-duru (1878.)
- Velika sonata u G-duru op.37 (1878.)
- Dječji album op.39 – 24 lagana komada (1878.)
- 12 komada op.40 (1878.)
- 6 komada op.51 (1882.)
- Impromptu-Caprice u G-duru (1884.)
- Dumka u c-molu op.59 – ukrajinska seoska scena (1886.)
- Valcer-Scherzo u A-duru (1889.)
- Impromptu u As-duru (1889.)
- Avei passionné u e-molu (1891.,?); podrijetlo nepoznato)
- Vojnički marš u B-duru (1893.)
- 18 komada op.72 (1892.)
- Nije vjetar koji grane drma – glasovirski stvak za narodnu pjesmu (1893.)

## Spomen
- Godine 1969. redatelj Igor Talankin snimio je o njemu film Čajkovski.[3]

## Vanjske poveznice
- Čajkovski, Pjotr Iljič

### Slušanje glazbe
- Ileana Cotrubas kao Tatjana u 2. činu "Jevgenija Onjegina" iz 1989.
- Prizor iz "Labuđeg jezera"
- Valcer cvijeća iz "Orašara"
- II. stavak iz I. simfonije; CJD Orchester, dirigent: Christof Harr
- II. stavak iz IV. simfonije; Wiener Philharmoniker, dirigent: Herbert von Karajan, snimka iz 1984. godine